# Rajd Elmot 2006
Rezultaty Rajdu Elmot (34. Rajd Elmot-Remy), 2. rundy Rajdowych Samochodowych Mistrzostw Polski w 2006 roku, który odbył się w dniach 6-7 maja:

## Wyniki
| Miejsce | Zawodnik          | Pilot              | Samochód                 | Grupa-Klasa | Czas      | Strata |
| ------- | ----------------- | ------------------ | ------------------------ | ----------- | --------- | ------ |
| 1.      | Leszek Kuzaj      | Maciej Szczepaniak | Subaru Impreza           | N-4         | 1:48:06.5 |        |
| 2.      | Tomasz Kuchar     | Jakub Gerber       | Subaru Impreza           | N-4         | 1:49:19.0 | 1:12.5 |
| 3.      | Tomasz Czopik     | Łukasz Wroński     | Mitsubishi Lancer Evo IX | N-4         | 1:49:41.0 | 1:34.5 |
| 4.      | Maciej Lubiak     | Maciej Wisławski   | Mitsubishi Lancer Evo IX | N-4         | 1:50:09.2 | 2:02.7 |
| 5.      | Michał Kościuszko | Jarosław Baran     | Suzuki Ignis S1600       | N-S1600     | 1:50:34.0 | 2:27.5 |
| 6.      | Michał Sołowow    | Maciej Baran       | Mitsubishi Lancer Evo X  | N-4         | 1:51:23.5 | 3:17.0 |
| 7.      | Maciej Oleksowicz | Andrzej Obrębowski | Subaru Impreza           | N-4         | 1:52:03.6 | 3:57.1 |
| 8.      | Marcin Turski     | Dariusz Burkat     | Subaru Impreza           | N-4         | 1:51:04.6 | 4:00.3 |
| 9.      | Michał Bębenek    | Grzegorz Bębenek   | Mitsubishi Lancer Evo IX | N-4         | 1:52:31.0 | 4:24.5 |
| 10.     | Piotr Adamus      | Magdalena Zacharko | Peugeot 206 Super 1600   | N-S1600     | 1:52:41.3 | 4:34.8 |